# Delta V Collection
Delta V Collection è la raccolta con cui i Delta V hanno concluso il contratto con la casa discografica Ricordi BMG.

## Tracce
CD
1. Se telefonando (radio edit)
2. Un colpo in un istante (album version)
3. Un'estate fa
4. Sul filo
5. Il primo giorno del mondo
6. Numeri in mia vita
7. Il mondo visto dallo spazio
8. Facile
9. Marta ha fatto un sogno (remix)
10. Prendila così
11. I treni e le nuvole
12. La costruzione di un errore
13. Via da qui
14. Al.C
15. Il senso falsato di un mondo migliore
16. Summer ending
17. Numeri in mia vita (remix)
18. La costruzione di un errore (remix)

DVD
1. Il mondo visto dallo spazio
2. Se telefonando
3. Sul filo
4. Il primo giorno del mondo
5. Marta ha fatto un sogno
6. Un'estate fa
7. Numeri in mia vita
8. Un colpo in un istante
9. Via da qui
10. Se telefonando (remix)
11. Tramps and Dancers (versione inglese di Un colpo in un istante)
12. Summer Ending (versione inglese di Un'estate fa)

### Easter egg
Nel DVD c'è un "easter egg": cliccando su un bottone nascosto si può vedere il videoclip di Prendila così (con un audio differente, a causa della denuncia della vedova di Lucio Battisti che ne ha causato il ritiro).

## Errori
Sul libretto dell'album è segnalata come traccia 8 Facile; in realtà sul disco quel brano non è presente, mentre all'ottavo posto della tracklist si trova Tu mi vuoi.